# Jidam
A jidam (tibeti: ཡི་དམ) egyfajta istenség a tantrikus, vagy más néven vadzsrajána buddhizmusban, amely a meditáció során segíti a gyakorlót a spirituális fejlődésben.
Úgy tartják, hogy a buddhaság, illetve a megvilágosodott elme megnyilvánulása. A személyes meditációs tréning során (szádhana) a jógik a fejlődés érdekében különböző jidamokkal azonosítják alakjukat, tulajdonságaikat és tudatukat. A jidamokat „meditációs istenségnek” is nevezik. A jidamok közé tartozik például Csakraszamvara, Kálacsakra, Hevadzsra, Jamantaka és Vadzsrajógini, akikhez saját, jellemző ikonográfiát, mandalát, mantrát, beavatási szertartást és gyakorlatot társítanak a tibeti buddhizmusban.
A vadzsrajána buddhizmusban a jidam a belső menedék három gyökere közé tartozik és egyben az istenség jóga nagyon fontos eleme.

## Etimológia
A jidam kifejezésről úgy tartják, hogy a tibeti jid-kji-dam-csig kifejezésből ered, amely azt jelenti, hogy a lény elpusztíthatatlanul össze van kötve a tudat önmagában tiszta és felszabadult természetével.
A szanszkrit istadevatá vagy istadevah szóösszetétel az ista (kívánt, szeretett, áldott) és a devatá (egy istenség vagy isteni lény) szavakból tevődik össze. Ezt a szót a jidammal azonosítják több buddhista tantráról szóló népszerű könyvben, azonban ezt nem igazolja egyetlen szanszkrit nyelvű tantrikus buddhista szöveg sem.

## A három gyökér
A jidám a tibeti buddhizmusban szereplő három gyökér között, a belső menedék kialakításain belül. A jidamok az ikonográfiában lehetnek „békések”, „haragosak” (tibeti: tro va) vagy „sem békések, sem haragaosak” (tibeti: si ma tro), a gyakorló saját vérmérsékletétől függően. A jidam a felébredést jelképezi és a megjelenése éppen azt tükrözi, amire a gyakorlónak szüksége van a megvilágosodáshoz. A guru dolga segíteni a tanulónak a megfelelő jidam kiválasztásában, amely után beavatást kap az istadéva mandalába, hogy elkezdhesse az isten-jóga gyakorlatokat. Lényegében a guru tudatfolyama és a jidam elválaszthatatlanok. A jidamot tekintik a siker gyökerének a gyakorlat során.
|                          | Buddhista vadzsrajána menedékvétel | Buddhista vadzsrajána menedékvétel | Buddhista vadzsrajána menedékvétel |
| ------------------------ | ---------------------------------- | ---------------------------------- | ---------------------------------- |
| Külső ('Három drágaság') | Buddha                             | Dharma                             | Szangha                            |
| Belső ('Három gyökér')   | Guru                               | Jidam                              | Dharmapála és Dákiní               |
| Titkos                   | Nadi                               | Prána                              | Bindu                              |
| Végső                    | Dharmakája                         | Szambhogakája                      | Nirmanakája                        |

## A kelet-ázsiai buddhizmusban
A kínai, koreai és japán vadzsrajána hagyományokban a meditációk során kevésbé jelentős a jidamok használata, mint az indo-tibeti tantrikus buddhizmusban. Más kifejezéseket használnak a jidamokra. Az egyik jelentős istadéva Maricsi (kínai: Molicsitien, japán: Marisi-ten).  A japán singon buddhizmusban a legfőbb istenségek a „Vadzsraszattva öt rejtélye”, amelyek Vadzsraszattva (japán: Kongoszatta), Szurata/Ishta-vadzsriní (japán: Joku-kongonyo"慾金剛女"), Kelikilá-vadzsriní (japán: 触金剛女 azaz Soku-kongonyo), Kámá/Rága-vadzsriní (japán: 愛金剛女 azaz Ai-kongonyo) és Kámeszvará/Mana-vadzsriní (japán: 慢金剛女 azaz Man-kongonyo).

## Jidamok a nepáli névári buddhizmusban
A nepáli vadzsrajána hagyományhoz tartozó névári buddhizmusban a legfőbb jidam Csakraszamvara és Vadzsraváráhí. Ebben a hagyományban a templomegyütteseknek három alapvető fontosságú alkotóeleme van: egy fő szenthely, amely a Szvajambhu mahácsaitját szimbolizálja, egy ezoterikus szenthely Buddha Sakjamunival és más buddhákkal és bodhiszattvákkal, illetve egy ezoterikus szenthely a jidamnak, amelyhez kizárólag beavatottak léphetnek be.

### Közismert jidamok
A legismertebb jidamok közé tartozik Hajagríva, Vadzsrakilaja (Dordzse Phurba), Stamputa, Guhjaszamádzsa, Jamántaka, Hevadzsra, Kurukulla, Csakraszamvara, Vadzsrajoginí és Kálacsakra. Más megvilágosodott lényt is szokás jidámként gyakorolni, mint például a buddhák, bodhiszattvák, Padmaszambhava, egyes dharmapálák, dákiník esetében. Ugyanígy szokták még választani jidamként Avalókitésvarát, Tárát, Mandzsusrít vagy egyéb megvilágosodott személyt is.